# Köpmannen i Venedig
För andra betydelser, se Köpmannen i Venedig (olika betydelser).

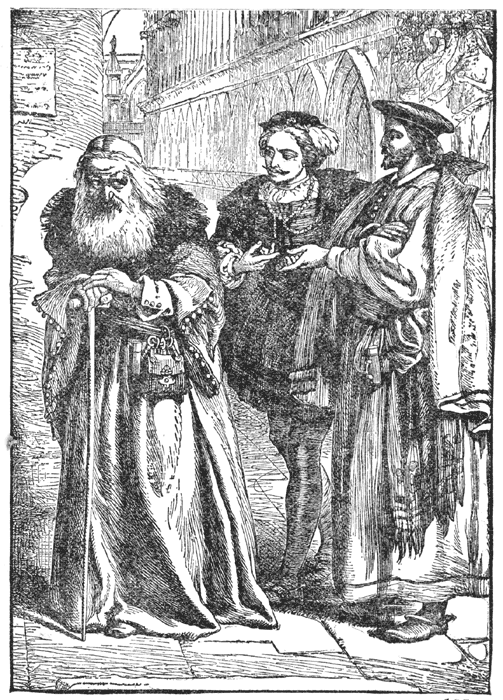
Scen ur Köpmannen i Venedig

Köpmannen i Venedig (originaltitel The Merchant of Venice) är en komedi av William Shakespeare.

## Tillkomsthistoria

### Datering
Köpmannen i Venedig registrerades hos boktryckarskrået (the Stationers Company) 22 juli 1598 och omnämns i Francis Meres Palladis Tamia, en lista över tolv Shakespearepjäser publicerad 1598. Pjäsen kan inte ha varit mer än två år gammal vid det laget. Shylock refererar i första aktens tredje scen till historien om Jacob och Laban visar på spår från Miles Mosses The Arraignment and Convention of Usury från 1595. Pjäsen kan inte heller ha skrivits före 1596 då en replik i första aktens första scen anspelar på det spanska skeppet St Andrew som tillfångatogs under Cadiz-expeditionen den sommaren. Behandlingen av vers och vokabulär indikerar att Köpmannen i Venedig skrivits under samma period som Henrik IV, alltså omkring 1596–1597.

### Pjäsens källor
Shakespeares främsta källa var den italienska novellen Il Pecorone av Ser Giovanni Fiorentino. Därifrån kommer historien om en kristen köpman som lånar en större summa pengar av en judisk procentare som kräver en skålpund kött från köpmannens kropp när denne inte kan betala. Här finns även källan till advokatyren som slår fast att juden har rätt till skålpundet kött men inte en enda droppe blod. Historien om skålpundet kött finns även i Alexander Silvayns The Orator som översattes till engelska 1596. Här återfinns episoden när juden förklarar varför han inte accepterar ekonomisk ersättning efter förseningen. I The Orator kritiserar han likt Shylock hur de kristna i Venedig har dubbelmoral nog att hålla sig med slavar. Denna vändning finns inte i Il Pecorone.
I Antonio Mundays berättelse Zelauto från 1580 kräver procentaren inte ett skålpund kött utan de båda skuldsattas högra ögon. I denna historia finns även ett möjligt uppslag till intrigtråden med att Shylocks dotter flyr med en kristen kavaljer. Samma sak händer i Christopher Marlowes drama The Jew of Malta från omkring 1589 till 1590. En liknande historia om en dotter till en procentare som rymmer med den skuldsatte är skriven av Masuccio di Salerno.
Motivet med de tre askarna är en gammal folksaga från bland annat Gesta romanorum vars äldsta kända nedteckning är från 1300-talet. Den översattes av Wynkyn de Worde omkring 1512 och Richard Robinson 1577 och återutgavs 1595. Motivet återfinns även i John Gowers Confessio amantis från omkring 1386–1393 och Giovanni Boccaccios Decamerone.
Köpmannen i Venedig tros vara skriven som ett svar på de antijudiska stämningarna i England efter att drottning Elisabets judiske livläkare Roderigo Lopez dömdes för att ha försökt förgifta henne och avrättades 1594. I fjärde aktens första scen jämför Graziano Shylock med en varg, vilket tros syfta på Lopez fall (Lopez betyder varg på italienska).

### Tryckningar och text
När Köpmannen i Venedig registrerades hos boktryckarskrået 1598 betecknades den som "a booke of the Marchaunt of Venyce or otherwise called the Iewe of Venyce". Registreringen skedde med förbehållet att pjäsen inte skulle publiceras innan Lord Chamberlain hade givit sitt godkännande. Pjäsen trycktes sedan i en kvarto år 1600 med titeln The Excellent History of the Merchant of Venice. With the extreame crueltie of Shylocke the Jewe towards the sayd merchant, in cutting a just pound of his flesh: and the obtayning of Portia by the choyse of three chests. Upplagan trycktes av James Roberts för bokhandlaren Thomas Heyes. Nästa gång pjäsen trycktes var 1619 i William Jaggards så kallade False Folio som trycktes av Thomas Pavier, fortfarande daterad 1600 på titelbladet. Därpå publicerades pjäsen 1623 i First Folio, den första samlingen av nästan alla Shakespeares pjäser (37 av dem, två saknas) som sammanställdes av Shakespeares skådespelarkollegor John Heminges och Henry Condell och publicerades av Edward Blount och Isaac Jaggard.
De senare upplagorna av pjäsen är grundade på upplagan från år 1600. Folioupplagan har kompletterats med utförligare scenanvisningar, vilket tros bero på att ett manuskript från teatern konsulterats.

## Handling
Bassanio ber sin vän köpmannen Antonio om ett lån för att kunna fria till Portia. Antonio har inga kontanter men väntar hem flera lastskepp. De vänder sig till juden Shylock som motvilligt går med på att låna ut pengarna. Han föraktar Antonio för att denne själv anser sig stå över att låna ut med ränta, ändå ber han om ett lån. Shylock ställer skämtsamt som villkor att få skära ut ett skålpund kött ur Antonios bringa om denne inte kan betala i tid. Antonio går med på detta, hans skepp är ju på väg.
Portia, som bor i Belmont, är både rik och vacker och har ett vinnande sätt. Portias far har i sitt testamente föranstaltat att den friare som väljer rätt skrin av tre – ett i guld, ett i silver och ett i bly – skall få hennes hand. Friarna har varit många men alla har valt fel. Bassanio väljer blyskrinet som visar sig innehålla Portias porträtt samt en vers som bekräftar att han valt rätt.
Shylocks dotter Jessica har rymt hemmet med en mängd värdesaker. Hon kände sig instängd i glädjelöshet. Hon och Lorenzo, en vän till Bassanio, är kära i varandra. Shylock är förkrossad, inte så mycket för att ha förlorat sin dotter utan för att förlorat sina värdesaker. Han muntras dock upp av rykten om att Antonios skepp gått i kvav. Shylock är fast och fullt besluten att kräva sitt pris av Antonio. Det hjälper inte att dennes vänner erbjuder sig att betala skulden med flerfaldig ränta. Han drar Antonio inför rätta.
Portia klär ut sig till advokat och låtsas vid rättegången ställa sig på Shylocks sida. Hans krav är berättigat. Han skall få skära ut ett skålpund kött ur Antonios bröst. Det finns bara en hållhake. Han har rätt till ett skålpund kött men inget mer. Inte en enda droppe blod får spillas. Lagen säger också att den som varit ute efter någon annans liv skall mista både sina tillgångar och sitt liv, ifall inte dogen benådar honom, vilket dogen gör. Istället skall han betala halva sin förmögenhet till Antonio. Denne efterskänker dock beloppet på villkor att Shylock testamenterar pengarna till Lorenzo och Jessica samt konverterar till kristendomen.
Shylocks snöpliga sorti roar hans motståndare något oerhört. Bassanio vill skänka frikostiga gåvor till advokaten som tack för att denne räddat hans vän. Men allt advokaten begär är att få ringen Bassanio har på sitt finger och som han fått av Portia. Hon avslöjar sig sedan och det kommer dessutom bud om att Antonios skepp mirakulöst klarat sig och anlöper hemmahamnen.
Pjäsen innehåller två tacksamma roller. Den ena är den spirituella och kvicka Portia. Den andra är Shylock, som är en sammansatt karaktär. Han håller ett berömt försvarstal – som börjar "Har inte en jude ögon?" – där han angriper den kristna dubbelmoralen. Det fanns före Shakespeare en hel del giriga judar i litteraturen, men Shakespeare är den förste som låter juden försvara sig mot anklagelserna.

## Översättningar till svenska
Köpmannen i Venedig finns i sju tryckta översättningar och tre revisioner av den andra översättningen som Carl August Hagberg stod för och som gavs ut 1851 i Shakspere's dramatiska arbeten. Bd 12. Redan 1820 kom Georg Scheutz översättning som trycktes i Shakspeares verk. 1925 kom Per Hallströms översättning i Shakespeares dramatiska arbeten. Lustspel, Bd 3. Nils Molins revision gavs ut 1928. 1944 reviderade Ivar Harrie och Hjalmar Gullberg Hagbergs översättning för Alf Sjöbergs iscensättningar på Radioteatern och Dramaten. 1962 gavs Åke Ohlmarks översättning ut i samlingsvolymen Komedier. Året därpå gavs Björn Collinders översättning ut. Sven Collbergs revision av Hagberg gavs ut 1969. 1982 gavs Bo Selténs översättning av de tre första akterna ut. Året därpå kom Allan Bergstrands översättning och 1995 Lars Huldéns.

## Uppsättningar
När pjäsen kom ut i tryckt form år 1600 hade den redan framförts på scenen vid flera tillfällen och var populär. Enligt Revels dokumentation framfördes Köpmannen i Venedig vid hovet två gånger 1605. Efter restaurationen spelades Shakespeares original första gången 1741 med Charles Macklin som Shylock, en roll han spelade ända tills han drog sig tillbaka 1789. Därefter spelades Shylock av John Philip Kemble mot Sarah Siddons som Portia.
Den förste som framställde Shylock som en sympatisk och tragisk figur var Edmund Kean 1814. Han efterföljdes under 1800-talet av William Charles Mackready och Charles Kean. 1879 spelade Henry Irving i denna tradition med Ellen Terry som Portia. Jacob P. Adler introducerade Shylock på jiddisch under början av 1900-talet i New York. 1921 gjorde Max Reinhardt en kubistisk uppsättning. Theodore Komisarjevsky regidebuterade med en uppmärksammad uppsättning i Stratford-upon-Avon 1932.
I Nazityskland framställdes Shylock i en antisemitisk vinkling, till exempel på Burgtheater i Wien 1943 med Werner Krauss som Shylock. 1970 framställde Laurence Olivier Shylock som ett missförstått offer i Jonathan Millers uppsättning. Pjäsen har spelats i Israel och ett flertal judiska skådespelare har spelat Shylock, däribland Dustin Hoffman och Ben Kingsley. När Trevor Nunn satte upp pjäsen på Royal National Theatre 1999 placerade han den i det nazistiska Tyskland på 1930-talet.

### Uppsättningar i Sverige
1854 hade Kungliga Dramatiska Teatern svensk premiär på Köpmannen i Venedig på Gustav III:s opera med Edvard Swartz som Shylock och Zelma Hedin som Portia. Uppsättningen uppfattades som ett inlägg i debatten om utvidgad rätt för judar att bosätta sig i Sverige, vilket de tre högre stånden röstade för i riksdagen. 1857 gästspelade den svarte amerikanske skådespelaren Ira Aldridge som Shylock på Dramaten  som fortfarande huserade i operahuset. Aldridge spelade på engelska medan resten av ensemblen spelade på svenska. Framträdandet ledde till en häftig pressdebatt. Vissa ansåg att Dramatens skådespelare skulle dra lärdom av hans realistiska spel medan andra gick till rasistiska angrepp. 1856 ställde Dramaten in premiären på Köpmannen i Venedig med bara en dags varsel. Zelma Hedin skulle ha spelat Portia på nytt men hoppade av okänd anledning av. Dramaten spelade pjäsen på nytt 1881 på Mindre Teatern "livligt iscensatt" av Henrik Christiernsson och med Nils Almlöf som Shylock. Almlöf gjorde lycka medan uppsättningen som helhet ansågs ojämn. 1891 spelades Köpmannen i Venedig i Helsingborg av ett resande teatersällskap. 1895 gav Dramaten Köpmannen i Venedig återigen, fortfarande på Mindre Teatern och i Carl August Hagbergs översättning. Shylock spelades av Emil Hillberg och Portia av Helga Hoving. Uppsättningen fick mycket beröm och spelades 17 gånger. Hillberg blev uppmärksammad för sin realistiska, naturalistiska spelstil.

#### Uppsättningar i Sverige sedan år 1900
- 1904 Kungliga Dramatiska Teatern, med Karl Mantzius
- 1905 Knut Lindroths turné, översättning Carl August Hagberg, med Knut Lindroth
- 1915 Nya Teatern, Göteborg, regi Hjalmar Selander
- 1919 Dramaten, regi Olof Molander
- 1923 Dramaten
- 1926 Radioteatern (scener), med Semmy Friedmann
- 1933 Dramaten, gästspel av Fritz Kortner
- 1934 Radioteatern, regi Alf Sjöberg, med Georg Funkquist
- 1935 Vasateatern, Stockholm
- 1936 Göteborgs stadsteater, regi Knut Ström
- 1939 Radioteatern, regi Pauline Brunius, med Gabriel Alw
- 1944 Radioteatern, översättning Ivar Harrie och Hjalmar Gullberg, regi Alf Sjöberg, med Arnold Sjöstrand, Sven Lindberg, Henrik Schildt, Inga Tidblad, Mai Zetterling, Holger Löwenadler och Mimi Pollak
- 1944 Dramaten, översättning Hjalmar Gullberg och Ivar Harrie, regi Alf Sjöberg, med Arnold Sjöstrand, Frank Sundström, Mai Zetterling, Mimi Pollak, Ulf Palme, Hans Strååt, Inga Tidblad och Sven Lindberg
- 1948 Malmö stadsteater, översättning Carl August Hagberg, regi Olof Molander, med Eva Dahlbeck, Georg Årlin och Bengt Ekerot
- 1949 Riksteatern, översättning Carl August Hagberg, regi Sandro Malmquist, med Torsten Lilliecrona, Arnold Sjöstrand och Ulla Akselson
- 1952 Göteborgs studentteater, regi Yvonne Gurmund
- 1957 Uppsala-Gävle Stadsteater, översättning Carl August Hagberg och Allan Bergstrand, regi Josef Halfen, med Ulf Johanson, Ernst-Hugo Järegård och Meta Velander
- 1959 Göteborgs stadsteater, översättning Carl August Hagberg, Ivar Harrie och Hjalmar Gullberg, regi Keve Hjelm, med Karl-Magnus Thulstrup, Kent Andersson, Ingvar Hirdwall, Ernst-Hugo Järegård, Gun Arvidsson, Kerstin Tidelius och Jane Friedmann
- 1962 Dramaten, översättning Hjalmar Gullberg och Ivar Harrie, regi Alf Sjöberg, med Erland Josephson, Sven-Bertil Taube, Ernst-Hugo Järegård, Georg Rydeberg, Hans Strååt, Bengt Eklund, Gunn Wållgren och Christina Schollin
- 1969 Folkteatern i Göteborg, regi Barthold Halle
- 1982 The Merchant of Venice, gästspel av London Shakespeare Group hos Riksteatern, regi John Fraser
- 1990 Radioteatern, översättning Carl August Hagberg, regi Anders Carlberg, med Ingvar Hirdwall, Meg Westergren och Johan Rabaeus
- 1993 Helsingborgs stadsteater, översättning Allan Bergstrand, regi Göran Stangertz
- 1996 Teaterensemblen på Romateatern, Gotland, regi Thomas Segerström
- 2001 Köpmannen, Spegelteatern, Stockholm, översättning Lars Huldén, regi Peter Bark
- 2002 Uppsala stadsteater
- 2004 Dramaten, regi Mats Ek, med Malin Ek, Stina Ekblad, Morgan Alling och Melinda Kinnaman
- 2006 Shakespeare på Gräsgården på Folkets Park, Vadstena, översättning Lars Huldén, regi Pontus Plænge

## Filmatiseringar (urval)
Det har gjorts många filmatiseringar av Köpmannen i Venedig.
- 1972 regi Cedric Messina, med Maggie Smith (TV, Storbritannien)
- 1973, regi John Sichel, med Laurence Olivier och Joan Plowright (video)
- 2001 regi Trevor Nunn, filmatisering av en föreställning på Royal National Theatre (TV)
- 2004 Köpmannen i Venedig (The Merchant of Venice), regi Michael Radford, med Al Pacino, Jeremy Irons och Joseph Fiennes